# Наукова інформація
Наукова інформація — інформація у сфері науки.

## Загальна характеристика
У широкому розумінні наукова інформація — це знання, відомості, дані, які отримуються та нагромаджуються в процесі розвитку науки та в практичній діяльності людей.
У вузькому розумінні наукова інформація — це дані, які є об'єктом обробки, передачі та зберігання. Наукова інформація — це сукупність будь-яких відомостей про стан і зміни параметрів об'єктів дослідження або відповідності їх нормативно-правовим актам; одне із загальних понять науки — це нові відомості про навколишній світ.
Залежно від ознак, які відображають властивості об'єктів, виділяють такі види наукової інформації: природничонаукова; техніко-технологічна; економічна; соціально-політична.

## Документ наукової (науково-технічної) інформації
Науковим документом, або документом науково-технічної інформації, називається носій, в якому в той чи інший спосіб зафіксовані наукові відомості (дані) або науково-технічна інформація, в яких повинно бути відмічено, ким, де і коли він був створений. Документи науково-технічної інформації представлені такими основними групами: друковані, машинописні (рукописні).
Друковані джерела інформації включають: навчальні матеріали; наукові матеріали; нормативні матеріали; статистичні матеріали; інші матеріали.
Навчальні матеріали — це видання літератури з навчальних дисциплін (підручники, навчальні посібники, програмно-методичні матеріали), призначені для підготовки спеціалістів в окремих галузях.
Підручник — це навчальне видання, яке містить систематизоване викладення навчальної дисципліни (її розділу, частини), відповідає навчальній програмі й офіційно затверджене Міністерством освіти і науки України або рекомендоване ВНЗ як даний вид видання.
Навчальні посібники — це друковані, графічні, наочні та інші матеріали (книги, таблиці, карти, картини, макети, моделі, діапозитиви, кінофільми тощо), які використовуються у процесі навчання з метою забезпечення кращого засвоєння учнями знань, вмінь і навиків.
Практичні посібники — це видання, розраховані на задоволення потреб окремих категорій спеціалістів народного господарства в їх повсякденній практичній діяльності. Наукові матеріали видаються у вигляді монографій, узагальнюючих наукових праць, збірників статей, рефератів, тез, в яких висвітлюються різні наукові проблеми.
Монографія — це наукова праця у вигляді книги, яка містить повне або поглиблене дослідження однієї проблеми чи теми, яка належить одному або декільком авторам.
Наукова монографія — це наукове дослідження, в якому різнобічно й вичерпно висвітлюється вибрана наукова проблема з критичним її аналізом, визначенням вагомості, формулюванням нових наукових концепцій. Монографія фіксує науковий пріоритет, забезпечує суспільство первинною науковою інформацією, призначена для висвітлення наукового змісту та результатів дисертаційного дослідження.
Стаття — відомості обсягом, як правило, в декілька машинописних сторінок, опубліковані в науковому чи науково-популярному журналі, збірнику наукових праць чи газеті.
Реферат — короткий виклад (усний або письмовий) наукової праці, вчення, змісту книги, результатів наукового дослідження.
Тези — короткий виклад основних положень лекції, доповіді, твору. Тези доповідей наукової конференції — науковий неперіодичний збірник, який містить опубліковані до початку конференції матеріали попереднього характеру (анотації, реферати доповідей і (або) повідомлень).
Наукові матеріали мають велику цінність з огляду на те, що науковець може ознайомитися з нетрадиційним трактуванням тих чи інших питань, критикою поглядів інших авторів, а також науковою новизною, характерною для науки на конкретному етапі її розвитку.
Нормативні матеріали видаються органами законодавчої та виконавчої влади різних рівнів у вигляді законів, наказів, інструкцій, положень (стандартів) тощо і містять основні норми й правила та є основою для здійснення будь-якої діяльності.
Закон — виданий у встановленому порядку загальнообов'язковий акт найвищого органу державної влади, який має вищу юридичну силу.
Наказ — акт управління, що видається керівниками міністерств, відомств, відділів і управлінь виконкомів місцевих рад народних депутатів, а також керівниками підприємств, установ та організацій.
Положення (стандарт) — нормативно-правовий акт, затверджений відповідним міністерством, який регламентує окремі види діяльності.
Інструкція — 1) нормативний акт, що видається міністерствами, керівниками інших центральних і місцевих органів державного управління в межах їх компетенції на основі та задля виконання законів, указів, постанов і розпоряджень уряду й актів вищих органів дер-жавного управління; 2) збірник правил, що регламентують виробничо-технічну діяльність.
Статистичні матеріали — відомості про розвиток народного господарства, подані у вигляді таблиць, узагальнених у щорічних статистичних збірниках, що видаються Державним комітетом статистики України. Статистичні матеріали складаються з економічних, демографічних, соціальних та інших, зокрема, технічних, технологічних матеріалів.
Документальні джерела інформації дають змогу досліджувати об'єкти за певною періодизацією, тобто у динаміці за періодами. Це необхідно для вивчення і зіставлення факторів, які позитивно чи негативно впливають на господарську діяльність підприємств.
Група інших матеріалів представлена науково-популярними, рекламними, патентно-ліцензійними, довідковими, бібліографічними, виробничими матеріалами тощо. Науково-популярні матеріали — це брошури та книги з окремих питань, призначені для пропаганди наукових знань серед широкого кола читачів, зайнятих насамперед у матеріальному виробництві. Рекламні джерела інформації — це відомості про вироби, послуги, які пропонуються з метою залучення покупця. Патентно-ліцензійні джерела інформації — це права на використання інтелектуальної власності або трудову діяльність у певній сфері економіки. Довідники — це довідкові видання, які мають прикладний, практичний характер, мають систематизовану структуру або побудовані за алфавітом заголовків статей. Бібліографічні джерела інформації — це видання книжного або журнального типу, які включають науковий, систематизований перелік і опис друкованих видань.
До рукописних документів відносять носії інформації, які не пройшли редакційно-видавничу обробку і не виготовлені поліграфічним способом (дисертації, науково-технічні звіти, документи обліку господарської діяльності тощо).
Дисертація — є кваліфікаційною науковою працею у вигляді спеціально підготовленого рукопису або опублікованої монографії. Підготовлена до захисту дисертація повинна містити висунуті здобувачем науково обґрунтовані теоретичні або експериментальні результати, наукові положення, а також характеризуватися єдністю змісту і свідчити про особистий внесок здобувача в науку.
Звіт з науково-дослідної роботи (НДР) — науково-технічний документ, який містить систематизовані дані про науково-дослідну роботу, описує процес чи результати науково-технічного дослідження. Звіт з НДР є рукописною працею, яка оформлюється і розмножується в обмеженій кількості екземплярів (від трьох до п'яти). Обсяг звіту може коливатися від декількох аркушів, які оформляються у вигляді брошури, до декількох сотень аркушів, які оформляються у вигляді однієї чи декількох книг.
Особливим видом рукописних документів є депоновані твори. Депонованими називаються наукові роботи, розраховані на обмежене коло користувачів. Депонування здійснюється централізовано органами науково-технічної інформації, функції яких в Україні виконує Український інститут науково-технічної експертизи та інформації. Відомості про депоновані твори оперативно наводяться у реферативних та інших журналах. Депонування здійснюється з метою ознайомлення вчених і спеціалістів з рукописами статей, оглядів, монографій, матеріалів конференцій, з'їздів, нарад і симпозіумів вузькоспеціального характеру, які недоцільно видавати масово (як книги, журнали, брошури).
У науковій діяльності застосовується поділ документальних джерел інформації на дві категорії: первинні і вторинні. Первинні джерела інформації мають переважно нові науково-технічні відомості, які є результатом науково-дослідної, проєктно-конструкторської і практичної діяльності (відображають господарські операції) або нове осмислення відомих ідей і фактів. До них відносять початкову публікацію даних експерименту, дослідження, більшість книг (виняток становлять довідники), періодичні видання, науково-технічні звіти, дисертації, депоновані рукописи тощо.
Вторинні джерела інформації є результатом опрацювання одного або декількох первинних документальних джерел. До вторинних джерел інформації відносять бібліографічні описи, анотації, реферати, огляди, довідкові та інформаційні видання, переклади, бібліотечні покажчики та картотеки, довідники та енциклопедії.